# 塔博卡斯-杜布雷茹韦柳
塔博卡斯-杜布雷茹韦柳是巴西巴伊亚州的一个市镇。总面积1550.518平方公里，总人口13595人，人口密度8.8人/平方公里。